# Wir-singen-für-Jesus-Chor
Der Wir-singen-für-Jesus-Chor (gegründet als: Jugendchor „Wir singen für Jesus“, später: Chor „Wir singen für Jesus“, inkorrekte Bezeichnung teilweise auch: „Eicker-Chor“) war ein Gemischter Chor christlicher Musik unter der Leitung von Ernst August Eicker.

## Geschichte
Die Gründung des Chores geht auf eine Zusammenlegung des Gemeindechores der FeG Bever mit einer benachbarten Gemeinde anlässlich einer Evangelisationswoche im Frühjahr 1966 mit Robert Bührer. Zunächst war ein einzelner Auftritt geplant. Der Chor unter Ernst August Eicker, einem erfahrenen Leiter von unter anderem Janz-Team-Feldzugschören sowie sogenannten Allianzchören der Deutschen Evangelischen Allianz begeisterte Bührer jedoch. Er lud die Sänger ein, ihn zu seiner folgenden Veranstaltung nach Straßburg zu begleiten. Nach einer weiteren erfolgreichen Zusammenarbeit bat Bührer den Chor erneut um Begleitung zu seinem nächsten Termin in Rehe im Westerwald. Ebenso lud Bührer als damaliger Leiter von Radio Evangile, dem französischen Ableger des Evangeliums-Rundfunks, dessen deutschen Direktor Horst Marquardt sowie Margret Birkenfeld, damalige Leiterin der Musikabteilung des christlichen Buch- und Schallplattenverlags Hermann Schulte, in dessen Label Frohe Botschaft im Lied der Chorleiter im Duo mit seiner Frau als Elsa & Ernst August Eicker bereits seit 1963 Singles produzierte. Anstelle seiner Auflösung fand sich der Chor nunmehr in der Situation der eigenen Namensgebung für seine Schallplatten sowie Rundfunkauftritte. Mit der Formulierung „Wir singen für Jesus“ die Motivation des Chores spiegelnd sowie der aus vermarktungstechnischen Gründen vom Verleger Hermann Schulte vorangestellten Bemerkung „Jugendchor“ setzte sich der erste Name schließlich zu Jugendchor „Wir singen für Jesus“ zusammen.
Die Chorgemeinschaft wuchs über mehrere Jahrzehnte schließlich zu einem überregionalen Ensemble an, dessen achtzig Mitglieder teilweise stundenlange Entfernungen zu den wöchentlichen Proben zurücklegten. Der Chor trat bundesweit zu Konzerten sowie in den Medien, unter anderem im ZDF-Fernsehgottesdienst, auf, tourte international in Ländern wie Israel, Brasilien, den USA, Frankreich, Kanada und Italien, und produzierte etwa 30 Tonträger, Singles und Alben, mit einer Gesamtanzahl von über 200 Musiktitelaufnahmen. Nicht zuletzt entwickelte sich aus dem Chor eine ganze Musikarbeit mit weiteren Ensembles wie dem Wir-singen-für-Jesus-Kinderchor, Wir-singen-für-Jesus-Gitarrenchor, oder dem Familienquartett Die Eickers.
2004 ging Ernst August Eicker in den Ruhestand und der Wir-singen-für-Jesus-Chor löste sich auf. Seither fanden sich die ehemaligen Mitglieder bereits wiederholt zu Revivalkonzerten zusammen.

## Internationale Konzertreisen
| Land               | Jahr                               | Orte |
| ------------------ | ---------------------------------- | --- |
| Frankreich         | - 1966 - 1967 - 1968 - 1969 - 1971 | u. a. Straßburg |
| Schweiz            | - 1968 - 1970                      | |
| Brasilien          | - 1983 - 1994                      | u. a. Rio de Janeiro; São Paulo; Blumenau                                                                                  |
| Kanada             | - 1984 - 1987 - 1991               | u. a. Calgary; Winnipeg; Edmonton; Vancouver                                                                               |
| Vereinigte Staaten | - 1987 - 1999 - 2002               | u. a. New Jersey; New York; Ohio; Pennsylvania; North Carolina; South Carolina; Massachusetts; New Hampshire; Rhode Island |
| Israel             | 1989                               | u. a. Tel Aviv; Jerusalem; Bethlehem; Nazareth                                                                             |
| Italien            | - 1992 - 1996                      | u. a. Bruneck; Natz; Bozen; Meran                                                                                          |
| Russland           | 2001                               | u. a. Kaliningrad; Gussew; Slawsk; Swetlogorsk                                                                             |

## Diskografie

### Alben
- Wunder der Gnade Jesu. (1974)
- 10 Jahre Wir-singen-für-Jesus-Chor. (1976)
- Wir gehen durch die Zeit. (1978)
- Er gab mir Freude. (1980)
- Wir wollen weitersagen. (1982)
- Lasst uns gemeinsam ihn loben. (1983)
- Preis den Herrn, alle Welt. (1986)
- Preist seine Herrlichkeit. (1988)
- Wir singen für Jesus. (1991)
- Gebt unserm Gott die Ehre. (1993)
- Gott ist der Grund unserer Freude. (1996)
- Jesus, du bist Herr. (2000)
- Fest der Weihnachtslieder. (2001)

### Singles
- Gottes Volk darf nie ermüden.
- Meister, es toben die Winde.
- Wer Jesum am Kreuze im Glauben erblickt.
- Jerusalem.
- In den Sternen Gottes Werk ich seh.